# Mattan I
Mattan I   (864 aC - segle IX aC) va governar Tir des de 829 aC fins a 821 aC, succeint el seu pare Baal-Eser II (Balbazer II) de Tir i Sidó.
Va ser el pare de Pigmalió, rei de Tir (831-785 aC), i de Dido. Pot ser la mateixa persona que el personatge de Belos II de l'Eneida de Virgili. En aquesta obra, Pigmalió és fill de Belos, i el germà de cor cruel de Dido, que mata en secret Siqueu, marit de Dido, per ànsia d'or.
La informació primària relativa a Mattan I prové d'una cita de Flavi Josep sobre l'autor fenici, Menandre d'Efes, en Contra Apió. I, 18. Aquí es diu que, Badezorus (Baal-Eser II) «va ser succeït per Matgenus (Matan I), el seu fill: va viure trenta-dos anys, i va regnar nou anys: el va succeir Pigmalió».
Dates alternatives per al seu regnat, del 829 al 821 aC, es donen a l'obra de Frank Cross i d'altres erudits que prenen el 825 aC com la data de la fugida de Dido del seu germà Pigmalió, després de la qual va fundar la ciutat de Cartago el 814 aC. Per a aquells que situen el setè any de Pigmalió el 814 aC, és a dir, el mateix any que Dido va deixar Tir, les dates de Mattan i Pigmalió seran onze anys després.